# Попытки изменения сексуальной ориентации
Попы́тки измене́ния сексуа́льной ориента́ции (ПИСО; англ. Sexual orientation change efforts (SOCE)) — различные методы, применяемые с целью изменения сексуальной ориентации человека с гомосексуальной и бисексуальной на гетеросексуальную, в том числе поведенческие и когнитивно-поведенческие, психоаналитические, медицинские, религиозные и духовные.
Специальная комиссия по вопросам допустимого терапевтического воздействия на сексуальную ориентацию Американской психологической ассоциации дала заключение о том, что не существует исследований, обладающих достаточной научной строгостью, чтобы сделать вывод о том, работают или не работают современные ПИСО для изменения сексуальной ориентации человека. При этом наиболее научно строгие ранние работы в этой области показали, что ориентация вряд ли изменится из-за усилий, направленных на её изменение. В резолюции АПА, опубликованной позже, был сделан вывод о риске вреда для несовершеннолетних и отсутствии доказанной эффективности ПИСО.
Среди учёных и специалистов в области психического здоровья есть консенсус о том, что гомосексуальная ориентация не создаёт непреодолимых препятствий тому, чтобы человек мог быть счастливым, здоровым и вёл нормальную жизнь, а также что большинство людей с гомосексуальной ориентацией хорошо адаптируются к жизни в обществе со всеми его социальными институтами. В связи с этим, большинство психологических и психиатрических профессиональных ассоциаций не одобряют попытки отдельных людей изменить собственную сексуальную ориентацию или поспособствовать изменению сексуальной ориентации других. Эти попытки выглядят этически сомнительными даже при наличии добровольного информированного согласия взрослого дееспособного человека, сознательно желающего такого изменения. Клинические наблюдения и свидетельства самих людей, безуспешно пытавшихся изменить свою сексуальную ориентацию, говорят о том, что это приводит к существенному психологическому дистрессу. По этим причинам, ни одна из крупных профессиональных ассоциаций специалистов в области душевного здоровья не санкционировала применение каких-либо методов изменения сексуальной ориентации, и почти все эти ассоциации приняли положения, предупреждающие профессионалов и общественность о недопустимости ПИСО. Королевский психиатрический колледж (англ. The Royal College of Psychiatrists) поддерживает точку зрения Американской психиатрической ассоциации и Американской психологической ассоциации о том, что утверждения организаций вроде Национальной ассоциации по исследованию и терапии гомосексуальности (NARTH) о возможности произвольного изменения сексуальной ориентации не имеют научного подтверждения, и что рекомендуемые NARTH методы так называемого «лечения гомосексуальности» создают обстановку, в которой предубеждения и дискриминация могут расцвести пышным цветом. Американская психологическая ассоциация утверждает, что попытки изменить сексуальную ориентацию такими методами потенциально вредоносны, поскольку сексуальная ориентация молодых лесбиянок, геев и бисексуалов рассматривается как душевная болезнь или психическое расстройство, а неспособность человека изменить собственную сексуальную ориентацию нередко ставится ему в вину как личностная или нравственная несостоятельность.
ПИСО вызывает немало острых дискуссий и конфликтов из-за непримиримых противоречий между ценностями некоторых правых религиозно-ориентированных организаций, с одной стороны, и ценностями ряда правозащитных, научных, профессиональных и даже некоторых религиозных организаций, выступающих за права ЛГБТ, с другой стороны. Вопреки данным большинства научных исследований, отдельные люди и группы по-прежнему пропагандируют идеи о том, что гомосексуальность возникает вследствие некого порока развития либо духовно-нравственного падения человека, и утверждают, что ПИСО, включающие психотерапию и религиозные практики, могут изменить гомосексуальные чувства и поведение. Многие из сторонников ПИСО связаны с консервативными религиозными движениями и склонны стигматизировать гомосексуальность по политическим или религиозным соображениям.
Помимо ПИСО есть и другие термины для обозначения методов, применяемых для изменения ориентации человека на гетеросексуальную. К таким методам относятся репаративная терапия и конверсионная терапия, которые в свою очередь тоже относятся к ПИСО, но являются более узкими в своём определении.

## История
На протяжении длительного времени гомосексуальность считалась тяжёлым заболеванием, которое иногда пытались лечить даже хирургическим путём: удалением матки, яичников, клитора, кастрацией, вазэктомией, операцией на лобковых нервах (англ. pudic nerve) и лоботомией. Применялись и медикаментозные методы, включая гормональную терапию, фармакологическую шоковую терапию, применение сексуальных стимуляторов и сексуальных депрессантов. Также использовалась аверсивная терапия, снижение отвращения к гетеросексуальности, электросудорожная терапия, групповая терапия, гипноз и психоанализ.
Рихард фон Крафт-Эбинг, один из основателей научной сексологии, рассматривал гомосексуальность как заболевание, могущее быть как врождённым, так и приобретённым. В редких случаях, когда «развитие антагонистичного полового инстинкта ещё не зашло слишком далеко», от гомосексуальности можно избавиться с помощью предотвращения мастурбации и лечения неврозов, «возникших из-за негигиеничных условий половой жизни». В некоторых других случаях, по мнению Крафт-Эбинга, возможно лечение гомосексуальности с помощью гипноза. В то же время Крафт-Эбинг отвергал кастрацию как метод лечения гомосексуальности и не поддерживал принудительную изоляцию от общества гомосексуальных людей (кроме совершивших половые преступления); также он считал, что врач должен помочь пациенту, желающему изменить сексуальную ориентацию, и что большинство таких пациентов будут вполне довольны, если станут «сексуально нейтральными».
В концлагере Бухенвальд врач Карл Вернет проводил гормональные эксперименты над двенадцатью геями. В пах подопытного была имплантирована металлическая капсула с тестостероном, из которой этот гормон медленно поступал в кровь в течение длительного времени; Карл Вернет предполагал, что причиной мужской гомосексуальности является недостаток тестостерона. Некоторые из подопытных говорили, что стали гетеросексуальными — но эти свидетельства участников насильственного эксперимента нельзя признать надёжными; они могли и солгать, чтобы поскорее освободиться из лагеря. От других подопытных заключённых не удалось добиться никакого результата; эти мужчины были названы «хроническими» или «неизлечимыми» гомосексуалами.

## Мотивы
Большинство людей, пытающихся изменить свою сексуальную ориентацию, связаны с консервативными религиозными движениями. Исследование Спицера (Spitzer) показало, что 79 % из 200 мужчин и женщин, заявивших об изменении их сексуальной ориентации, желали такого изменения именно ради религии, а 93 % отметили, что религия для них «крайне важна» или «очень важна». У других мотивы изменения сексуальной ориентации были связаны с нравственными или социальными ценностями, не обязательно религиозными, или с желанием вступить в гетеросексуальный брак и сохранить супружескую верность; по данным Спицера, 67 % мужчин и 35 % женщин отметили это в качестве причины.
Многие другие люди желали изменить сексуальную ориентацию для того, чтоб избежать нежелательного поведения, связанного, по их мнению, с гомосексуальностью, — например, немоногамных половых отношений. Некоторые мужчины, желавшие изменения сексуальной ориентации, хотели избежать анального секса, несущего повышенный (по сравнению с вагинальным сексом) риск заражения ВИЧ-инфекцией и другими ЗППП.
По данным АПА, наиболее распространёнными причинами, по которым человек может желать изменения своей сексуальной ориентации, являются:
1. отсутствие других источников социальной поддержки;
2. желание справиться своими силами;
3. доступ к методам исследования и реконструкции сексуальной самоидентификации.

Американская психологическая ассоциация утверждает, что домогательства и оскорбления, равно как давление со стороны семьи, ровесников и религиозных групп, несведущих в вопросах гомосексуальности и имеющих предубеждения против неё, могут стать причиной сильного эмоционального стресса у лесбиянок, геев и бисексуалов. Из-за этого человек с негетеросексуальной ориентацией может чувствовать себя вынужденным изменить её. Другие исследователи также находят, что социальное давление часто является ключевым мотивом ПИСО.
По данным резолюции Американской Психиатрической Ассоциации, особенно подвержены прохождению репаративной терапии религиозные люди, а также ЛГБТ, испытывающие нехватку поддержки со стороны семьи и окружения. Основными причинами прохождения терапии стали страх быть отвергнутыми семьёй, Богом или окружающими, вера в греховность своего влечения, страх перед вступлением в ЛГБТ-сообщество, вера в стереотипы о жизни ЛГБТ-людей.

## Недобровольные ПИСО
Известны случаи попыток изменения сексуальной ориентации человека не по его собственному желанию, а о по желанию родителей, опекунов или иных лиц. В «Журнале этики» (англ. Journal of Ethics), издаваемом Американской медицинской ассоциацией, вышла статья о том, что клинические врачи регулярно сталкиваются с проблемой, когда к ним обращаются родители подростков, желающие изменить сексуальную ориентацию своего ребёнка. Но со временем острота этой проблемы снижаются, поскольку со сменой поколений и расширением прав ЛГБТ в США меняются и взгляды большинства на сексуальную ориентацию, и подростки всё чаще признаются родителям в своей гомосексуальности, не боясь негативных последствий. Но в других случаях малолетние продолжают без их согласия подвергаться различным воздействиям, нацеленным на изменение сексуальной ориентации; дети особо уязвимы перед социально-психологическим давлением (особенно со стороны ровесников), вынуждающим соответствовать сексуальным нормам, и далеко не всегда адекватно защищены законом от насильственного обращения. Около половины ЛГБТ, прошедших через репаративную терапию в США, были тогда младше 18 лет.
В 2005 году Департамент здравоохранения штата Теннеси (англ. Tennessee Department of Health) и Департамент психического здоровья и проблем развития того же штата (англ. Tennessee Department of Mental Health and Developmental Disabilities) провели расследование деятельности миссии движения экс-геев «Любовь в действии» (англ. Love In Action) из-за того, что «Любовь в действии» занималась психологическим консультированием и уходом за психически больными, не имея лицензий на эти виды деятельности. Обнаружилось, что некоторые из находящихся на территории миссии подростков вопреки их воле подвергались конвесионной терапии. Некоторые правоведы считают, что родители, заставляющие своих детей проходить агрессивную конверсионную терапию, по законам ряда штатов США могут быть признаны виновными в насилии над детьми.
Сообщалось об отдельных случаях явно насильственного проведения действий, направленных на изменение сексуальной ориентации, имевших место в начале XXI века в США, Китае, Индии и Японии. Из более ранних известных случаев принудительных ПИСО можно отметить произошедшее с Аланом Тьюрингом. Хотя насильственное принуждение к изменению сексуальной ориентации запрещено законом в большинстве стран, правозащитные организации сообщают о продолжении такой практики в разных частях мира.
Опубликовано совсем немного информации о случаях, когда принудительная репаративная терапия или иная попытка заставить человека изменить сексуальную ориентацию становилась предметом судебного разбирательства. Одним из них стало дело советской и российской диссидентки Аллы Константиновны Пичерской, которая приехала в США в 1992 году и попросила политического убежища из-за того, что советская милиция задерживала её и помещала в клинику, где её пытались принудительно вылечить от лесбиянства с помощью седативных препаратов и гипноза; по её словам, ей угрожали электрошоком и преследованиями за политические выступления в защиту прав ЛГБТ. В 1994 году федеральный иммиграционный судья отклонил прошение Пичерской; та обжаловала это решение в Коллегии США по иммиграционным апелляциям (англ. U.S. Board of Immigration Appeals), но и там не добилась успеха: в 1995 году коллегия решила, что помещение в психиатрическую больницу и попытку лечения от лесбиянства нельзя рассматривать как преследование, потому что это делалось с целью помочь Пичерской, а не навредить или наказать; к тому же последнее задержание А. К. Пичерской произошло в СССР в 1983 году, а в РФ к моменту рассмотрения апелляции запрет на добровольные гомосексуальные отношения уже не действовал, и ни государственное преследование, ни принудительное применение электросудорожной терапии не угрожало Пичерской в случае возвращения в Россию. Только третья инстанция — Апелляционный суд девятого округа США — оказалась на стороне заявительницы; в июне 1997 года апелляция Пичерской была удовлетворена. Суд признал, что подобные принудительные меры являются пыткой, и нельзя обойти законы о правах человека, называя эти действия «лечением» или каким-то другим словом. Судья Бетти Бинс Флетчер (Betty Bins Fletcher) не согласилась с тем, что в данном случае добрыми намерениями властей можно оправдать принудительную госпитализацию и применение электрошоковой терапии, или угрозу таким насилием, поскольку и инквизиторы вздёргивали людей на дыбы с добрыми намерениями спасти их души.
Дело «Алла Констатинова Пичерская против Службы иммиграции и натурализации США» (англ. Alla Konstantinova Pitcherskaia v. Immigration and Naturalization Service) было упомянуто в «Тематических рекомендациях по международной защите» УВКБ ООН как пример выполнения 18-го джокьякартского принципа («Вне зависимости от любой классификации в пользу обратного ни сексуальная ориентация, ни гендерная идентичность того или иного лица сами по себе не являются медицинскими показаниями и не подлежат лечению, излечению или подавлению»)
Судебных дел, в которых участие медика в проведении недобровольных ПИСО рассматривалось как врачебная недобросовестность (англ. medical malpractice), было очень мало или вовсе не было. Лаура А. Ганс (Laura A. Gans) в своей статье в журнале The Boston University Public Interest Law Journal усматривает причину этого в «историческом нежелании получателей услуг в сфере психического здоровья подавать в суд на тех, кто за ними ухаживал» и в «трудности установления элементов … причинной обусловленности и вреда … заданных неосязаемой природой психологических предметов». Ганс также наводит на мысль о том, что терапевта сложно будет обвинить в умышленном причинении эмоционального дистресса (англ. intentional infliction of emotional distress), если он заявит, что тревожность пациента не связана с сексуальностью.

## Методы
В заявлении независимой группы экспертов, опубликованном в журнале Международного совета по реабилитации жертв пыток, были рассмотрены сообщения о попытках изменения ориентации из 60 стран мира. Для этой цели использовался широкий спектр методов:
- Психотерапия
- Групповая терапия
- Медикаментозное лечение
- Десенсибилизация и переработка движением глаз
- Электросудорожная терапия
- Аверсивная терапия
- Экзорцизм и прочие ритуалы
- Принудительное кормление или лишение пищи
- Принудительное обнажение
- Изоляция
- Оскорбления и унижение
- Гипноз
- Заключение в больницу
- Избиение
- Корректирующее изнасилование

### Электросудорожная терапия
В отчёте Международного совета по реабилитации жертв пыток, опубликованном в 2020 году, утверждается, что, как минимум из двух стран, Ирана и Индии, поступали сообщения об использовании ЭСТ в качестве метода лечения. ЭСТ включает в себя прикрепление электродов к голове и пропускание электрического тока между ними, чтобы вызвать у пациента припадок. ЭСТ обычно рассматривается как крайняя мера при лечении таких заболеваний, как устойчивая к лечению депрессия, угрожающая жизни, и она вызывает у пациентов значительную дезориентацию, когнитивный дефицит и ретроградную амнезию. При применении без анестезии или миорелаксанта ЭСТ приводит к сильным судорогам, обычно приводящим к вывихам суставов и переломам костей.

### Поведенческая терапия
Типы поведенческой терапии, используемые для изменения сексуальной ориентации, включают аверсивную терапию, скрытую сенсибилизацию и систематическую десенсибилизацию. Аверсивная терапия связывает негативные стимулы с гомоэротическими картинами и позитивные стимулы с гетероэротическими картинами. Зачастую роль негативных стимулов играли электрический ток, подаваемый в руки, голову, живот и/или гениталии, вызывающий тошноту апоморфин или резинка на запястье. Неизвестно, насколько сильный электрический ток использовался в таких терапевтических мероприятиях, но многие ЛГБТ сообщали о значительной боли.
Профессор психологии Дуглас Халдеман пишет, что исследования поведенческого обусловливания направлены на уменьшение гомосексуальных чувств, но не увеличивают гетеросексуальные чувства, цитируя книгу Рангасвами «Трудности в возбуждении и усилении гетеросексуальной реакции у гомосексуала: клинический случай», опубликованную в 1982 году, как типичную в этом отношении. В Великобритании некоторым гомосексуальным мужчинам предлагался выбор между тюрьмой и аверсивной терапией. Её также предлагали небольшому числу британских женщин, но это не было стандартным методом лечением ни мужчин, ни для женщин. В статье, посвящённой нескольким случаям лечения гомосексуальных людей в Великобритании в 1950-е годы, упомянут случай смерти пациента, получавшего апоморфин, от побочных эффектов.
Аверсивная выработка условного рефлекса с помощью электрошока или вызывающих тошноту препаратов легально практиковалась в США до 1973 года, так же как и секс-терапия (англ. sex therapy) с целью изменения сексуальной ориентации; сообщалось об отдельных случаях проведения аверсивной терапии без соответствующей лицензии вплоть до конца 1990-х годов.

### Медикаментозная терапия
Согласно Заявлению Независимой группы судебно-медицинских экспертов по конверсионной терапии, из нескольких стран, в том числе и из России, поступали сообщения о лечении (в том числе и принудительном) гомосексуальности с помощью медикаментов. Для этой цели использовались успокоительные, антипсихотики, антидепрессанты, гормоны или препараты из альтернативной медицины. По мнению специалистов, применение лекарств не по назначению может увеличить страдания, связанные с прохождением конверсионной терапии. Побочными эффектами медикаментов могут стать сексуальная дисфункция, замедление психического развития, усталость, проблемы с памятью, онемение тела и увеличение веса.

### Принудительное заключение
В Заявлении Независимой группы судебно-медицинских экспертов по конверсионной терапии также говорится, что в Китае, Эквадоре, Маврикии, Уганде и Нигерии представители ЛГБТ могут подвергаться принудительному заключению в психиатрические больницы. Зачастую их туда приводят их же родственники. В Нигерии для религиозного очищения гомосексуалов могут принудительно изолировать в темной комнате и заставить поститься и молиться круглосуточно. Некоторых детей родители насильно изолируют дома, чтобы контролировать их взаимодействие с внешним миром.
Согласно докладу Межамериканской комиссии по правам человека 2015 года, c 2008 года из Эквадора поступали сообщения о «клиниках дегомосексуализации», где ЛГБТ подвергались оскорблениям, унижениям и угрозам изнасилования. По сообщениям, они жили в тесных и антисанитарных помещениях, долгое время проводили в изоляции без питания, были вынуждены пить воду из источников, загрязнённых мёртвыми жабами, тараканами и другими насекомыми, приковывались наручниками на протяжении более чем трёх месяцев, обливались холодной водой или мочой с утра. Терапевты принуждали женщин одеваться и вести себя как проститутки и вступать в сексуальные отношения с мужчинами, они подвергались насилию, в том числе и сексуальному, со стороны персонала.

### Телесно-ориентированная психотерапия
Методы телесно-ориентированной психотерапии первоначально были разработаны Александром Лоуэном и Джоном Пьерракосом (англ. John Pierrakos), которые были учениками Вильгельма Райха. Попытку использовать их в целях изменения гомосексуальной ориентации на гетеросексуальную впервые предпринял Ричард А. Кохен (англ. Richard A. Cohen), известный американский сторонник репаративной терапии. Кохен зажимал между своим коленями пациента, находящегося в позе эмбриона, также предлагал использовать крики или кидать подушку теннисной ракеткой.
Методы Ричарда Кохена подвергались критике со стороны бывшего сторонника репаративной терапии психолога Уоррена Трокмортона. Кроме того, он допустил многочисленные нарушения этических норм Американской ассоциации консультантов, включая запрет действий, направленных на удовлетворение их личных потребностей за счет клиентов, и заперт продвижения услуг обманным путём. За это он был исключён из ассоциации

### Репаративная терапия
Наименование «репаративная терапия» было введено Джозефом Николоси в 1991 году для описания его концепции гомосексуальности и возможности её «исправления», находившейся под влиянием психоаналитических и духовных идей. Американский психиатр и психоаналитик Джек Дрешер отмечает: «Репаративная терапия стала общим определением лечения разговорами, которое претендуют изменить гомосексуальную ориентацию человека на гетеросексуальную. Хотя другие терапевтические модальности также обещают „вылечить“ гомосексуальность, история репаративной терапии неразрывно связана с историей психоанализа». В англоязычных источниках для описания попыток изменения сексуальной ориентации чаще используется термин «конверсионной терапии». Американские профессиональные ассоциации в заявлениях о попытках смены сексуальной ориентации не делают различий между этими двумя названиями. Американская психологическая ассоциация определяет репаративную или конверсионную терапию (англ. reparative therapy или conversion therapy) как терапию с целью изменения сексуальной ориентации. Американская психиатрическая ассоциация утверждает, что такая терапия — это психиатрическое лечение, которое «основано на предположении, что гомосексуализм сам по себе является психическим расстройством или на априорном допущении того, что пациент должен изменить его/её гомосексуальную ориентацию».
Конверсионная терапия включает в себя проводимые специалистами в области психического здоровья психоанализ, групповую терапию, репаративную терапию, а также привлечение религиозных деятелей из движения экс-геев (Exodus International и другие организации) с целью сделать лесбиянок и геев гетеросексуальными. В руководствах по медицинской этике, изданных крупнейшими в США организациями специалистов по психическому здоровью, предписания насчёт конверсионной терапии варьируются от предупреждений насчёт сомнительной безопасности, неподтверждённой эффективности и предубеждений, связанных с этим методом (Американская психологическая ассоциация) — до рекомендаций вообще не проводить конверсивную терапию (Американская психиатрическая ассоциация) и даже не направлять пациентов к тем, кто её проводит (Американская консультативная ассоциация (англ. American Counseling Association)). Такая практика может быть вредоносной, если клиент — эгосинтоник и на самом деле не хочет менять свою сексуальную ориентацию.
По данным обзора исследований, 12 исследований на эту тему нашли репаративную терапию неэффективной, и лишь одно исследование, проведённое главой NARTH Джозефом Николози, доказало обратное. Причём его исследование было опубликовано в журнале Psychological Reports. Этот журнал берёт с учёных плату за публикацию исследований, чего не позволяют себе уважаемые научные журналы, а также имеет крайне низкий импакт-фактор. В систематическом обзоре исследование также критиковалось за использование ретроспективных самоотчётов и нерандомизированную выборку, набранную из служений экс-геев и NARTH и состоящую преимущественно из белых религиозных мужчин.

### Группы экс-геев
По данным АПА, группы экс-геев действуют как другие группы поддержки, помогая участникам преодолеть стресс меньшинств, маргинализацию и социальную изоляцию. С другой стороны, некоторые экс-гей группы могут укреплять предрассудки и стигму, предоставляя ошибочную или стереотипную информацию о гомосексуальности . В большинстве таких групп не пытаются полностью изменить сексуальную ориентацию и ограничиваются изменением сексуального поведения, приводя участников к воздержанию от вступления в однополые интимные отношения. Организация Evergreen International учит, что вряд ли терапия может «стереть» все гомосексуальные чувства, и не рекомендует применять какой-либо метод подобной терапии. Крупная экс-гей организация, Exodus International, заявила о самороспуске и принесла извинения перед ЛГБТ-сообществом.

### Бракотерапия
Люди с расстройством сексуальных отношений испытывают затруднения с созданием и поддержанием таких отношений, нередко из-за несоответствия этих отношений и своей сексуальной ориентации. Значительное количество мужчин и женщин вступают в формальный брак и испытывают конфликт между этим браком и потребностью в гомосексуальном самовыражении. Некоторые из них могут обратиться к бракотерапевту (англ. marriage therapist) с просьбой помочь изменить сексуальную ориентацию. Американская и Канадская ассоциации семейных и брачных терапевтов не считают гомосексуальность болезнью и не поддерживают такую терапию.

### Религиозные методы
Некоторые люди, не приемлющие собственного гомосексуального влечения, обращаются за помощью к своей религии. Некоторые консервативные христиане считают, что гомосексуальность — результат «повреждённого мира» (англ. broken world) и что Бог может нормализовать сексуальную ориентацию, изменив её на гетеросексуальную. Некоторые из этих верующих утверждали, что их сексуальная ориентация изменилась благодаря искупительной жертве Иисуса Христа.

### Синтонная терапия
Синтонная терапия (англ. syntonic therapy) — метод, разработанный Робертом Кронемейром (Robert Kronemeyer), частично основанный на работах Вильгельма Райха. Кронмейр отказался от некоторых ранних методов изменения гомосексуальности: лоботомии, электрошока и эстетического реализма (англ. Aesthetic Realism).

### Экзорцизм и ритуальное очищение
В некоторых странах для изменения ориентации прибегают к религиозным практикам. Они зачастую включают в себя чтение молитв, омовение маслом или обливание водой. Нередко в таких практиках для изгнания нечистой силы применяется насилие, например, поджигание частей тела, избиение, распыление перца в глаза, порезы, принудительное обнажение в общественных местах.

### Корректирующее изнасилование
ЛГБТ-люди из 14 стран сообщали о сексуальном насилии в их адрес, которое совершалось для наказания или изменения их ориентации. Одни насильники считают, что сексуальная ориентация — это выбор, и насилие может заставить человека изменить этот выбор. Другие думали, что сексуальное насилие позволит жертвам по-другому почувствовать секс и измениться. Помимо сексуального насилия, жертвы сообщали об избиениях, ритуальных порезах, связывании, порке, нанесении ран ножами, камнями и палками и других формах физического насилия. Зачастую родственники жертвы непосредственно участвуют в сексуальном насилии или помогают совершить насилие другому человеку.

## Действенность и побочные последствия
Специальная комиссия по вопросам допустимого терапевтического воздействия на сексуальную ориентацию Американской психологической ассоциации (англ. American Psychological Association Task Force on Appropriate Therapeutic Responses to Sexual Orientation) рассмотрела опубликованные в 2000-х годах научные работы, в которых исследовалась действенность и побочные последствия применения различных методов предполагаемого изменения сексуальной ориентации. Среди объектов этих исследований выделяется значительная группа людей, испытывающих серьёзный дистресс из-за сексуального влечения к лицам своего пола, и потому неоднократно предпринимавших попытки изменить свою сексуальную ориентацию различными религиозными и светскими методами. Большинство в той группе — мужчины европеоидной расы, для которых (по их словам) крайне важна религия. Специалисты Американской психологической ассоциации нашли, что в этих исследованиях не вполне учитываются возраст, гендер, гендерная идентичность, раса, национальность, культура, происхождение, инвалидность, язык, социально-экономический статус людей, пытавшихся изменить сексуальную ориентацию, и что эти исследования не дают однозначного ответа на вопрос о действенности или недейственности какого-либо метода изменения сексуальной ориентации.
По данным обзора исследований от Американской психологической ассоциации, современные (на момент доклада) ПИСО основаны на устаревших, дискредитированных или вовсе антинаучных теориях. Рассуждения ряда терапевтов о том, что семейные факторы могут повлиять на вероятность возникновения гомосексуальности, не подтверждаются доказательствами. Среди учёных нет консенсуса о том, какие факторы формируют сексуальную ориентацию человека. Распространено мнение о том, что на это влияют как врождённая предрасположенность, так и особенности воспитания, но для большинства людей формирование ориентации не является сознательным и добровольным выбором. Вместе с тем теории о биологической предрасположенности к определённой сексуальной ориентации подтверждаются большим количеством доказательств, чем теории о её социальном происхождении.
Те же специалисты изучили и более ранние (1970-е годы) публикации результатов строгих научных исследований возможности произвольного изменения сексуальной ориентации; все те исследователи приходили к выводу, что сексуальная ориентация (то есть эротическое влечение к представителям того или другого пола, или обоих полов, а также сексуальное возбуждение, испытываемое при виде объектов этого влечения) вряд ли может быть изменена каким-либо способом, разработанным для этой цели. Представляется, что некоторые люди могли научиться снижать остроту такого влечения или игнорировать его — но для людей, изначально испытывавших только гомосексуальное влечение, это ещё намного менее вероятно.
Грегори М. Херек, профессор психологии Калифорнийского университета в Дейвисе и открытый гей, считает, что изменение сексуальной ориентации в принципе возможно, но вопрос в том, достижимо ли оно искусственным путём: «Несколько слов о том, что у некоторых людей сексуальная ориентация меняется в течение жизни. Действительно, многие лесбиянки и геи жили как гетеросексуалы до того, как признали или развили их гомосексуальную ориентацию. Вопрос по сути не в том, может ли измениться сексуальная ориентация, а в том, можно ли выработать такие способы вмешательства, которые приведут к подобному изменению».
Что касается безопасности попыток изменения сексуальной ориентации и побочных последствий применения с этой целью различных методов — в рассмотренных Специальной комиссией по вопросам допустимого терапевтического воздействия на сексуальную ориентацию исследованиях нашлось крайне мало данных по этому вопросу. Лишь некоторые отдельные люди, предпринимавшие попытки изменения сексуальной ориентации, заявили, что эти попытки принесли им вред: депрессия и дистресс обострились, разочарование после неудачной попытки изменения сексуальной ориентации привело к формированию негативного образа себя и резкому снижению самооценки.
Организации экс-геев заявили, что эта комиссия Американской психологической ассоциации в данном обзоре исследований не охватила никакие данные, говорящие в пользу действенности репаративной терапии, в то время как результаты исследований, в которых эта действенность не подтвердилась, были обильно представлены.
В 2020 году был проведён систематический обзор [кем?] на тему эффективности и безопасности ПИСО. Исследования, посвященные этому вопросу, страдали от методологических ограничений: отсутствия контрольной группы, предвзятости отбора участников, ретроспективного дизайна, высокой религиозности и потенциальной предвзятости испытуемых, отсутствия гендерного и этнического разнообразия в выборках.
Во многих исследованиях сообщалось о негативных последствиях попыток изменения сексуальной ориентации: депрессии, попытках суицида, снижении самооценки и росте ненависти к себе. Некоторые гомосексуалы создавали гетеросексуальные семьи, но их отношения не могли функционировать нормально. Верующие испытали разочарование в вере и Боге. Гомосексуалы, подвергнутые аверсивной терапии, сообщили о снижении сексуального влечения к партнёрам любого пола. Испытуемые также сообщали об укоренении интернализованной гомофобии и стереотипов о сексуальной ориентации. С другой стороны, некоторые участники ПИСО сообщали о положительных последствиях терапии, единстве с другими экс-геями, появлении надежды на изменения. Некоторые получили возможность обсудить свои чувства по поводу их сексуальной ориентации с другими, другие сообщили об улучшении самопринятия и понимания себя. Религиозные ЛГБТ сообщали о росте близости с Богом. Несмотря на это, многие положительные результаты, о которых сообщают участники ПИСО, могут быть достигнуты и с помощью более безопасной гей-аффирмативной терапии, которая направлена на принятие человеком его сексуальной ориентации.
Были обнаружены [кем?] этические нарушения во время проведения ПИСО: неадекватное информированное согласие, нарушение конфиденциальности и принуждение к терапии. В ходе аверсивной терапии участникам причиняли боль. В исследовании из журнала Международного совета по реабилитации жертв пыток сообщалось и об экстремальных нарушениях этики при проведении ПИСО — в зависимости от тяжести причиненной физической и психической боли и страданий ПИСО можно приравнять к пытке.
В итоге был сделан вывод[кем?], что доказательства эффективности ПИСО неубедительны, и при этом существует множество доказательств её неэффективности и опасности.
В нескольких исследованиях на различных выборках негетеросексуальных людей, пытавшихся изменить ориентацию, было обнаружено, что негетеросексуалы, совершившие такие попытки, чаще сообщали об одиночестве, наркозависимости, попытках суицида, депрессии. Это позволяет[кому?] как минимум сделать вывод о возможном вреде терапии для тех, кому она не помогла изменить ориентацию. Кросс-секционный дизайн данных исследований ограничивает достоверность выводов о направлении причинно-следственных связей, но, судя по всему, маловероятно, что неблагоприятные психосоциальные факторы предшествовали прохождению терапии, ведь стремление к изменению ориентации обычно связано с внешними, а не внутренними факторами.
В 2021 году вышла резолюция АПА, где была отмечена нехватка научных доказательств работоспособности ПИСО. Целый ряд методологических недостатков делает отчёты об успешном изменении ориентации недействительными. Репаративные терапевты искажали чужие теории (например, теорию о флюидности сексуальной ориентации Лизы Даймонд), их результаты не были воспроизведены в надёжных исследованиях, некоторые их работы были отозваны. Кроме того, репаративная терапия может вести к таким последствиям, как:
- Суицидальное поведение и депрессивные симптомы
- Проблемы с психическим здоровьем и неудовлетворённость жизнью
- Диссоциация и эмоциональная бесчувственность
- Незащищённый анальный секс
- Дезориентация и замешательство
- Злоупотребление психоактивными веществами
- Чувство внутренней разобщённости
- Чувства гнева и горя из-за напрасной траты времени и денег[5].

В исследовании южнокорейских ЛГБ из Южной Кореи был сделан вывод, что попытки изменения сексуальной ориентации повышают распространённость суицидальных мыслей и попыток самоубийства в 1,44 и 2,35 раза. Более того, автор исследования пришла к выводу, что репаративная терапия может быть одной из разновидностей стресса меньшинств:
Попытки изменения сексуальной ориентации могут выступать в качестве стрессора для меньшинств, поскольку ЛГБТ подвергаются уникальному стрессу из-за того, как общество, институты и отдельные люди реагируют на их сексуальную ориентацию, что способствует негативным механизмам копинга и негативным последствиям для физического и психического здоровья.
Более вероятным результатом психологического вмешательства представляется изменение не сексуальной ориентации, а сексуально-ориентационной идентичности (англ. sexual orientation identity), сексуального поведения и ценностей. Но и это достигалось различными способами, результаты которых были непредсказуемыми и иногда временными.

## Правовой статус

Территории, где ПИСО запрещены или ограничены

Оказание помощи в изменении сексуальной ориентации имеет различный правовой статус в разных государствах, штатах, провинциях и других территориях. На одних из них это полностью запрещено, на других — запрещено в отношении несовершеннолетних, но допускается для взрослых дееспособных людей по их согласию, на третьих — специальных ограничений и запретов нет. Ниже в таблице указано, запрещено ли оказание помощи в попытках изменения сексуальной ориентации на некоторых территориях в настоящее (или близкое к настоящему) время.
| Территория          | Статус | Дата начала действия статуса |
| ------------------- | --- | ---------------------------- |
| Канада, Манитоба    | запрещено | 05.2015                      |
| Канада, Онтарио     | запрещено несовершеннолетним | 06.2015                      |
| Австралия, Виктория | запрещено для всех | 01.02.2017                   |
| Бразилия            | запрещено несовершеннолетним и не давшим согласия                                                                                               | 1999                         |
| Эквадор             | запрещено | 2014                         |
| Европейский Союз    | Европейский Парламент рекомендует государствам-членам ЕС запретить конверсионную терапию и не допускать патологизации сексуальной идентификации | 01.03.2018                   |
| Швейцария           | предложен законопроект, запрещающий конверсионную терапию несовершеннолетних                                                                    | 13.03.2016                   |
| Мальта              | запрещено | 06.12.2016                   |

## Пояснения
1. ↑  англ. American Psychological Association Task Force on Appropriate Therapeutic Responses to Sexual Orientation
2. ↑  Few would dispute that some people’s sexual orientation changes during their lifetime. Indeed, many lesbians and gay men report living as a heterosexual before recognizing or developing their homosexual orientation. The question at issue is not whether sexual orientation can change but whether interventions can be designed to bring about such change.[125]